# Ailo Gaup
Ailo Gaup (Kautokeino, Norvégia, 1944. június 18. – Oslo, 2014. szeptember 24.) számi sámán és író, aki norvég nyelven írta műveit.

## Életrajz
Részt vett a Számi Színház (Beaivváš Sámi Theatre) alapításában Kautokeinoban, és darabokat is írt a színház számára. Könyveit angolra, németre, franciára és lengyelre fordították le.

## Művei

### Regények
- Trommereisen (1988)
- Natten mellom dagene (1992)

### Líra
- Joiken og kniven (1982)
- I Stallos natt (1984)
- Under dobbel stjernehimmel (1986)

### Dráma
- Min duoddarat (Våre vidder) (1983) - számi musical szövegkönyve
- Gullspråket (1990) - színdarab.

### Tényirodalom
- Sjamansonen (2005)
- Inn i naturen (2007)